# NGC 5438
NGC 5438 (ook: NGC 5446) is een elliptisch sterrenstelsel in het sterrenbeeld Ossenhoeder. Het hemelobject werd op 19 maart 1784 ontdekt door de Duits-Britse astronoom William Herschel.

## Synoniemen
- MCG 2-36-29
- ZWG 74.75
- NPM1G +09.0357
- PGC 50112